# Klacka-Lerberg
Klacka-Lerberg är ett före detta stationssamhälle och ett tidigare gruvfält inom Järnboås socken, Nora kommun.
Klacka-Lerbergs station vid Striberg–Grängens Järnväg öppnades för trafik 1887 och lades då på byn Kåfallas ägor. Klacka gruva ligger också på Kåfallas ägor medan Lerbergets gruva ligger på byn Kåfallstorps ägor.
Här finns även Gruvparken, en parkanläggning anlagd som folkpark på 1860-talet.

## Klacka-Lerbergs gruvpark
Huvudartikel: Klacka-Lerbergs gruvpark
I Klacka-Lerberg har man brutit järnmalm sedan medeltiden. Hertig Karl lät länspumpa Klacka gruva omkring år 1600. År 1859 bildades Klacka och Lerbergs grufvebolag. 1903 organiserades många gruvor i Nora bergslag, däribland gruvorna i Klacka-Lerberg, under en gemensam förvaltning - Nora bergslags gemensamma grufveförvaltning. År 1932 upphörde brytning av järnmalm i Klacka-Lerberg.
Gustav III besökte som kronprins gruvan 27 september 1768 och lät i samband med sitt besök rista sina initialer och datumet nere i det efter honom döpta Prins Gustavs schakt. Han besökte även den nyanlagda Konungastollen. En minnessten över hans besök restes vid Karls schakt, men flyttades senare till Bergshögskolans sommarhus på grund av rasrisk.
I gruvparken finns idag ett 30-tal gruvhål, 10-tal skärpningar (mindre provbrytningar), 8 malmtorg samt ett antal skrotstenshögar.
Området klassas som riksintresse för kulturmiljövården. Den klassas som ett fornminne.

## Konunga-Stollen
Att forsla bort vatten från gruvhålen var ett stort problem. I Räfbergs gruva fanns förutsättningar att ta upp en vågrät gång , en så kallad stoll från sidan, och därigenom dränera gruvan. Denna förutsättning fanns, eftersom gruvan låg i hög terräng. I 100 år, från 1761, arbetade man med att ta upp denna stoll, som kom att kallas Konunga-stollen. Vid de första 53 meterna användes tillmakning, som var tidsödande. Senare sprängde man med krut. Gången är 270 meter lång.
Konungastollen har tidigare varit öppen för visningar genom Föreningen Konunga-Stollen. På grund av rasrisk ligger denna aktivitet nere (2016). Diskussioner pågår med markägaren Sveaskog om framtida ägande.

### Webbkällor
- Länsstyrelsen
- Föreningen Konunga-stollen